# Magalas
Magalas település Franciaországban, Hérault megyében. Lakosainak száma 3531 fő (2022. január 1.). Magalas Autignac, Fouzilhon, Laurens, Pouzolles, Puimisson, Puissalicon és Saint-Geniès-de-Fontedit községekkel határos.

## Népesség
A település népességének változása:
| Lakosok száma | 1583 | 1604 | 1699 | 2489 | 3327 | 3318 | 3349 | 3371 | 3424 | 3531 |
|               | 1968 | 1982 | 1990 | 2006 | 2013 | 2015 | 2017 | 2019 | 2020 | 2022 |